# كأس الإمبراطور 2012
كأس الإمبراطور 2012 (باليابانية: 第92回天皇杯全日本サッカー選手権大会) هو الموسم 92 من كأس الإمبراطور. أشرف على تنظيمه اتحاد اليابان لكرة القدم، وكان عدد الأندية المشاركة فيه 88، وفاز فيه كاشيوا ريسول.